# Casa Alonso
Casa Alonso es un museo y centro cultural de Vega Baja, Puerto Rico,  ubicada en la calle Ramón E. Betances 34. Está incluida en el Registro Nacional de Lugares Históricos del 1996. La casa se convirtió en museo en 1992 y se conoce como el Museo de Arte, Historia y Cultura Casa Alonso.
Es una residencia de dos pisos de madera y masonería de "estilo vernáculo neoclásico". Sus cimientos coinciden con la fundación del municipio en 1776 y se conservan muebles y objetos de la época colonial española. Los peldaños para llegar al segundo nivel tienen unas baldosas con diseño de flor pintados a mano en las islas Canarias. Recibió el premio URBE a la Excelencia Arquitectónica. Fue ocupada sucesivamente por las familias Soliveras, Otero y Alonso. Ramón Alonso Dávila fue el último comprador de la casa en 1912. Se preserva una cama de hierro y bronce, un ropero biselado y un tocador con espejo alargado de su hija y heredera, Eloísa Alonso Müller.